# Ляшенко, Михаил Юрьевич
Михаи́л Ю́рьевич Ляше́нко (7 октября 1915, Харьков — 2 октября 1991, Электросталь) — русский советский детский прозаик и писатель-фантаст.
Следует отличать писателя Ляшенко от его полного тёзки, поэта Михаила Юрьевича Ляшенко (р. 1946).

## Биография
Родился 7 октября 1915 г. в Харькове. Отец, Юрий Михайлович, был бухгалтером, мать, Людмила Михайловна зарабатывала переводами иностранной научно-технической литературы.
Первые публикации в 17 лет (1932 г.).
Окончив школу в Харькове, поступает на сценарное отделение ВГИКа в Москве и оканчивает его в 1939 г.
Перу М. Ю. Ляшенко принадлежит три научно-популярных книги, изданные на Украине в 1930-е годы:
- «Хліб з повітря» (рус. «Хлеб из воздуха»; 1935) — о строительстве комбината по синтезированию аммиака с экскурсом в историю химии;
- «Повість про каучуконоси» (рус. «Повесть о каучуконосах — с приключенческим сюжетом о создании в Черкесии опытной плантации растений-каучуконосов;
- и «Біографія ртуті» (рус. «Биография ртути»; 1940) об истории рождения ртути.

Во время учёбы в Москве женится на студентке МХТИ им. Д. И. Менделеева Анне Михайловне Степановой, по окончании учёбы получившей распределение в г. Электросталь Московской обл., где и поселились супруги. Вся последующая жизнь связана в этим городом.
В военные годы по причине близорукости Ляшенко не взяли в армию. Он работал на строительстве оборонительных укреплений вокруг столицы и оборонном заводе.
В послевоенные годы, продолжая трудиться на заводе, в свободное время писал книги для детей и юношества, в том числе в соавторстве с Алексеем Мусатовым и Александром Свириным.
Первая научно-фантастическая публикация — «Необыкновенное приключение» (1958), затем вышел фантастический роман «Человек-луч» (1959; отдельное издание — 1961). Роман переведён на болгарский, румынский, сербско-хорватский языки.
В соавторстве с А. Свириным написал детские научно-популярные книги с элементами научной фантастики «До Земли ещё далеко» (1962) и «На этой планете можно жить» (1964), положивших начало завоевавшей большую популярность серии детских книг «Книга знаний».
Историкам советской фантастики Ляшенко известен также своей статьёй в газете «Литературная Россия», в которой он, в частности, подвергает критике недавно вышедшую повесть А. и Б. Стругацких «Суета вокруг дивана» (впоследствии вошедшую как часть в повесть «Понедельник начинается в субботу») и рассказ В. В. Григорьева «Рог изобилия» за стремление бездумно развлекать читателя, отсутствие столкновения характеров и чёткой социальной расстановки борющихся сил.
Впоследствии в соавторстве с писателем Алексеем Мусатовым — тоже жителем Электростали, с которым он был знаком с 1930-х годов, — писал детские реалистические повести («Бережки» (1964), «Чемпионы из Чирикова» (1970), «Андрей с Красной улицы» (1978) и др.), документальные и научно-популярные книги для детей («Рассказы о советском гербе» (1963), «Вот какой каравай» (1975) и др.), а также произведения для взрослых производственной тематики («Пути людские» (1963), «Вишнёвый сад» (1966), «Это взаимно» (1972), «Поиск» (1976) и др.).
В 1981 году вышла повесть Ляшенко «Из Питера в Питер», написанная по мотивам реального исторического события: о детях, отправленных в 1918 году в Сибирь от петроградского голода, отрезанных войной и спасённых Американским Красным Крестом.
Умер 2 октября 1991 г. в Электростали.
Награждён медалями: «За оборону Москвы», «За победу над Германией», «За трудовую доблесть» и несколькими юбилейными наградами в связи с празднованием Дня Победы.

## Произведения

### Книги
- Ляшенко М. Хліб з повітря: Технічна повість. — [Харків]-[Київ]: Держ. наук.-тех. вид-во України, 1935. — 188 с. — 6000 экз.
- Ляшенко М. Повість про каучуконоси. — Харків-Одеса: Дитвидав, 1936. — 124 с.
- Ляшенко М. Біографія ртуті / Худ. М. Штаерман. — Харків-Одеса: Дитвидав, 1940. — 116 с. — 10 000 экз.
- Ляшенко М. Ю. Человек-луч: Фантастический роман / Рис. Г. Акулова. — М.: Детгиз, 1961. — 286 с. — (Библиотека приключений и научной фантастики). — 165 000 экз.
- Ляшенко М. Ю. Человек-луч: Фантастический роман / Обл. и илл. Г. Шевякова. — Ташкент: Ёш гвардия, 1961. — 160 с. — 100 000 экз.
- Ляшенко М. Ю., Свирин А. Б. До Земли ещё далеко / Худ. Б. Маркевич и Н. Гришин. — М.: Детский мир, 1962. — 96 с. — (Книга знаний). — 115 000 экз.
- Ляшенко М. Ю., Свирин А. Б. На этой планете можно жить / Худ. Б. Маркевич и Н. Гришин. — М.: Детский мир, 1963. — 96 с. — (Книга знаний 2). — 115 000 экз.
- Мусатов А. И., Ляшенко М. Ю. Пути людские. Записки председателя завкома / Илл. Ю. К. Бажанов. — М.: Профиздат, 1963. — 184 с. — 15 000 экз.
- Ляшенко М. Ю. Рассказы о советском гербе: [Для младшего и среднего школьного возраста] / Рис. Д. Хайкина. — М.: Детгиз, 1963. — 128 с. — 65 000 экз.
- Ляшенко М. Ю., Мусатов А. И. Бережки: Повесть для детей / Илл. А. Михайлов. — М.: Молодая гвардия, 1964. — 192 с. — 65 000 экз.
- Мусатов А. И., Ляшенко М. Ю. Пути людские... Записки председателя завкома / Илл. Ю. К. Бажанов. — 2-е изд. — М.: Профиздат, 1964. — 183 с. — 54 000 экз.
- Мусатов А. И., Ляшенко М. Ю. Вишнёвый сад: [О Л. И. Ананьевой] / Рис. Д. Хайкина. — М.: Профиздат, 1966. — 239 с. — 75 000 экз.
- Ляшенко М. Ю. Рассказы о советском гербе: [Для среднего школьного возраста]. — 2-е доп. изд. — Детская литература, 1967. — 96 с. — 100 000 экз.
- Мусатов А. И., Ляшенко М. Ю. Запас прочности: Повесть / Илл. А. Яковлев. — М.: Профиздат, 1969. — 239 с.
- Ляшенко М. Ю., Мусатов А. И. Чемпионы из Чирикова: Повесть: [Для среднего школьного возраста] / Илл. М. Петров. — М.: Советская Россия, 1970. — 144 с. — 50 000 экз.
- Мусатов А. И., Ляшенко М. Ю. Это взаимно: Повесть о сталеваре завода «Электросталь» В. Постникове. — М., 1972. — 191 с. — 50 000 экз.
- Ляшенко М. Ю., Мусатов А. И. Я — допризывник. — М.: Изд-во ДОСААФ, 1972. — 95 с. — 86 000 экз.
- Ляшенко М. Ю., Мусатов А. И. Вот какой каравай: [Для младшего школьного возраста]. — М.: Малыш, 1975. — 34 с. — 100 000 экз.
- Ляшенко М. Ю., Мусатов А. И. Поиск. Повести о делах и людях партии. — М.: Политиздат, 1976. — 327 с. — 100 000 экз.
- Мусатов А. И., Ляшенко М. Ю. Андрей с Красной улицы: Повесть: [Для среднего и старшего школьного возраста]. — М.: Советская Россия, 1978. — 100 000 экз.
- Ляшенко М. Ю. Твоё краснокрылое знамя: [Для младшего школьного возраста] / Худ. В. Винокур. — М.: Детская литература, 1978. — 238 с. — 100 000 экз.
- Ляшенко М. Ю. Из Питера в Питер: Повесть: [Для младшего школьного возраста] / Рис. В. Юдина. — М.: Детская литература, 1981. — 303 с. — 100 000 экз.
- Ляшенко М. Ю., Свирин А. Б. До Земли ещё далеко: Книга знаний. — М., 1996. — (Библиотечка журнала «Начальная школа». Второкласснику).
- Ляшенко М. Ю., Свирин А. Б. До Земли ещё далеко: Книга знаний: [3-й класс]. — М.: Жизнь и мысль, 2010. — 159 с. — (Книга, здравствуй!: библиотечка МГПУ). — ISBN 978-5-8455-0160-8.

#### Книги на других языках
- Ляшенко М. (Ljашенко М.). Человек-луч = Човек-зрак / Перевод на сербско-хорватский язык М. Царцарачевић. — Београд: Нолит, 1962. — 284 с.
- Ляшенко М. (Mihail Leaşenko). Человек-луч = Omul-razà: Roman fantastic / Перевод на румынский язык L. Circo, Gh. Tomozei. — București: Tineretului, 1963. — 308 с.
- Ляшенко М. Человек-луч = Човекът-лъч: За средна и горна училищ на възраст / Перевод на болгарский язык Цанко Калянджиев; Худож. Стоян Дуков. — София: Народна младеж, 1964. — 291 с. — (Библиотека «Приключения и научна фантастика» № 6/86).
- Ляшенко М., Мусатов А. Бережки: [Повесть] / Пер. А. Джамбиев. — Элиста: Калмиздат, 1965. — 191 с. — 500 экз.

### Отдельные публикации
- Ляшенко М. Необыкновенное приключение // Советская Россия. — 1958. — 5 января.
- Ляшенко М. Человек-луч: Фантастическая повесть (сокр.) // Мир приключений. Альманах. Книга четвёртая  / Ред. кол.: К.Андреев и др.. — М.: Детгиз, 1959. — С. 2—79.
- Ляшенко М. Ю. Любовь Ивановна: Рассказы о депутатах // Советы депутатов трудящихся. — 1962. — № 2. — С. 84—86.
- Мусатов А., Ляшенко М. Пути людские. Из рассказов председателя завкома // Правда. — 1962. — 27 мая.
- Мусатов А., Ляшенко М. Пути людские. Из рассказов председателя завкома // Труд. — 1962. — 23 сентября.
- Мусатов А., Ляшенко М. Пути людские. Из рассказов председателя завкома // Октябрь. — 1962. — № 6. — С. 138—154.
- Мусатов А., Ляшенко М. В девичьей бригаде: Рассказ // Труд. — 1963. — 12 января.
- Ляшенко М., Мусатов А. Операция «Бережки»: Повесть: [Сокращённый вариант] // Уральский следопыт  / Рис. Г. Перебатова. — 1963. — № 7. — С. 33—44.
- Мусатов А., Ляшенко М. А началось с Марии Михайловны... Из записок председателя завкома: [Глава из повести «Пути людские...»] // Сов. профсоюзы  / Илл. М. Петров. — 1963. — № 4. — С. 22—23.
- Мусатов А. И., Ляшенко М. Ю. Любовь Ивановна // От подполья до звезд: Рассказы о коммунистах  / Сост. Л. Давыдов, А. Некрасов. — М.: Детгиз, 1963.
- Ляшенко М. Трое // Работница. — 1964. — № 2. — С. 18—19.
- Ляшенко М. Без прицела // Литературная Россия. — 1965. — 26 ноября. — С. 16—17.
- Ляшенко М., Мусатов А. Счастье Ильича — будущее счастье России // Детская литература. — 1969. — № 7. — С. 24—25.
- Мусатов А., Ляшенко М. Светом ленинских идей: рассказы о соратниках и современниках В. И. Ленина  / Сост. Л. Д. Давыдов. — М.: Издательство политической литературы, 1969. — С. 333—346.
- Мусатов А., Ляшенко М. Встреча, которой не было: [О Мичурине И. В.] // Мы наш, мы новый мир построим  / Сост. Л. Д. Давыдов. — М.: Политиздат, 1970.
- Мусатов А., Ляшенко М. По особому назначению: [О М. Калинине] // Мы наш, мы новый мир построим  / Сост. Л. Д. Давыдов. — М.: Политиздат, 1970.
- Мусатов А., Ляшенко М. За середняка: [О М. Калинине] // Рассказы о партии  / Сост. Л. Д. Давыдов. — М.: Издательство политической литературы, 1980. — Т. 2. — С. 135.